# Óscar Vargas Prieto
Óscar Vargas Prieto (8 de agosto de 1917 - 17 de janeiro de 1989) foi um soldado e político peruano. Ele foi primeiro-ministro do Peru de agosto de 1975 a janeiro de 1976.